# Dendrelaphis ngansonensis
Espèce
Synonymes
- Dendrophis pictus ngansonensis Bourret, 1935

Statut de conservation UICN

 LC  : Préoccupation mineure
Dendrelaphis ngansonensis est une espèce de serpents de la famille des Colubridae.

## Répartition
Cette espèce se rencontre en Chine, au Laos et au Viêt Nam.

## Description
Dendrelaphis ngansonensis est un serpent arboricole à la fois diurne et nocturne.

## Étymologie
Son nom d'espèce, composé de nganson et du suffixe latin -ensis, « qui vit dans, qui habite », lui a été donné en référence au lieu de sa découverte, le district de Ngân Sơn dans la province de Bắc Kạn, dans le nord du Viêt Nam.

## Publication originale
- Bourret, 1935 : Notes herpétologiques sur l'Indochine française. XI. Sur quelques serpents récoltés en 1934. Bulletin Général de l’Instruction Publique, vol. 1934/35, n. 9, p. 289-296.